# مملكة نجاش
مملكة نجاش كانت مملكة من العصور الوسطى المبكرة وكان مركزها في شمال شرق أفريقيا. حسب اليعقوبي فهي واحدة من ست دول بجائية كانت موجودة في المنطقة خلال القرن التاسع. كانت أراضي المملكة تقع بين أسوان ومصوع.

## طالع أيضًا
- ممالك البجا
- سلطنة شيوا
- سلطنة عفت
- سلطنة عدل
- مملكة بازن
- مملكة بلجين
- مملكة جارن
- مملكة قطاعة
- مملكة طنقيش

## ملحوظات
1. ↑  Elzein، Intisar Soghayroun (2004). Islamic Archaeology in the Sudan. Archaeopress. ص. 13. ISBN:1841716391. مؤرشف من الأصل في 2023-06-02. اطلع عليه بتاريخ 2015-03-03.